# صغر اللسان
صغر اللِّسان هي حالةٌ طبيةٌ يكون فيها اللسان قصيرًا غير مُكتمل التطور. قد تكون هذه الحالة عيبًا خلقيًا لوحده أو مُرتبطًا مع تشوهاتٍ أُخرى، خصوصًا في الأطراف، وذلك ضمن متلازمةٍ تُعرف باسم مُتلازمة نقص التَّكون الفموي الفكي السفلي والطرفي (الاسم العلمي: Oromandibular-limb Hypogenesis Syndrome).